# 1976-os magyar férfi vízilabda-bajnokság (első osztály)
Az 1976-os magyar férfi vízilabda-bajnokság a hetvenedik magyar vízilabda-bajnokság volt. A bajnokságban tizenkét csapat indult el, a csapatok két kört játszottak.

## Tabella
| #   | Csapat                | M  | Gy | D | V  | G+  | G-  | P  |
| --- | --------------------- | -- | -- | - | -- | --- | --- | -- |
| 1.  | Vasas SC              | 22 | 19 | 3 | 0  | 125 | 63  | 41 |
| 2.  | Újpesti Dózsa         | 22 | 17 | 2 | 3  | 116 | 76  | 36 |
| 3.  | OSC                   | 22 | 15 | 4 | 3  | 134 | 94  | 34 |
| 4.  | Ferencvárosi TC       | 22 | 10 | 5 | 7  | 94  | 86  | 25 |
| 5.  | Bp. Spartacus         | 22 | 10 | 4 | 8  | 97  | 88  | 24 |
| 6.  | Bp. Honvéd            | 22 | 10 | 2 | 10 | 86  | 95  | 22 |
| 7.  | Vasas Izzó            | 22 | 6  | 5 | 11 | 86  | 93  | 17 |
| 8.  | BVSC                  | 22 | 7  | 3 | 12 | 97  | 98  | 17 |
| 9.  | Szentesi Vízmű        | 22 | 4  | 7 | 11 | 98  | 123 | 15 |
| 10. | Szolnoki Vízügy-Dózsa | 22 | 4  | 5 | 13 | 80  | 118 | 13 |
| 11. | Szegedi EOL SC        | 22 | 4  | 5 | 13 | 76  | 115 | 13 |
| 12. | Egri Dózsa            | 22 | 1  | 5 | 16 | 90  | 130 | 7  |

* M: Mérkőzés Gy: Győzelem D: Döntetlen V: Vereség G+: Dobott gól G-: Kapott gól P: Pont

## A csapatok
A Vasas bajnokcsapata: Bányai Miklós, Bobory György, Budavári Imre, Csapó Gábor, Darida János, Dávid Imre, Faragó Tamás, Gajdossy Zoltán, Görgényi István, Horváth Péter, Kenéz György, Ölveczky Péter, Tory György, edző: Rusorán Péter
Az Újpesti Dózsa ezüstérmes csapata: Cservenyák Tibor, Füri Gábor, Fogarasi Tamás, Gecse Károly, Horváth Bernát, Kiss István, Kosztolánczy György, Mátsik László, Radnóti György, Sárosi László, Székely Zoltán, Varga Gusztáv, Wolf Péter, edző: Mohácsi Attila
Az OSC bronzérmes csapata: Bodnár András, Cseri András, Együd László, Fekete Szilveszter, Gál Gyula, Hámori Miklós, Koller Ákos, Konrád Ferenc, Konrád János, Sudár Attila, Szabó István, Szívós István, Vindisch Kálmán, edző: Katona András
Ferencváros: Balla Balázs, Debreczeni Zsolt, Gerendás György, Kásás Zoltán, Kohán Imre, Kövecses Zoltán, Krieger György, Steinmetz János, Szakonyi Ferenc, Szollár László, Wiesner Tamás, edző: Mayer Mihály
Bp. Spartacus: Barna Attila, Barsi László, Deák Gábor, Felkai László, Hámori Tamás, Hradszky Sándor, Kemény Dénes, Kökény József, Magas István, Major Zoltán, Molnár Endre, Somossy József, edző: Bolvári Antal
Bp. Honvéd: Dancs Gyula, Armando Fernandez, Fonó Péter, Hauszler Károly, Hídvégi Sándor, Kucsera Gábor, Kuncz László, Magyari Ferenc, Mezei József, Molnár György, Molnár László, Samu Miklós, Tóth Béla, Tóth György, Vindisch Ferenc, edző: Markovits Kálmán
Vasas Izzó: Balázs György, Bedő József, Dávid Gyula, Gál Tamás, Györe Lajos, Hajmásy Péter, Horváth Viktor, Ipacs László, Nagy Ferenc, Tóth Endre, Szellő Tamás, Szeri Béla, Zsoldos János, Edző: Bíró Róbert
BVSC: Czigány Károly, Gál Ferenc, Gém Zoltán, Gyerő Csaba, Heltai György, Horkai György, Joós János, Kiss Csaba, Kovács István, Lakatos György, Pottyondi József, Szöghy Dezső, Tóth Sándor, Varga Gyula, edző: Babarczy Roland
Szentes: Bódi Ferenc, Éles Vilmos, Fülöp Tibor, Horváth György, Kádár József, Komlósi János, Kurucz Márton, Pengő László, Soós László, Szabó Imre, Szénászky János, Szilágyi Mihály, Tóth Gyula, edző: Réhbely Sz. József
Szolnoki Vízügy-Dózsa: Berkes Péter, Bogdán Béla, Boros Tamás, Bors László, Bozsó Szabolcs, Dudás János, Cseh Sándor, Halász Mihály, Hecsey Pál, Kozák Tibor, Kucsera Péter, Pásztrai László, Pintér Ferenc, Pintér István, Rakita Albert, Takó Gyula, Tóth István, Varga József, Varga Zsolt, Vörösvári Zsolt, edző: Urbán Lajos
Szegedi EOL: Banka Péter, Borzi Miklós, Esztergomi Mihály, Horváth István, Kakuszi György, Kiss Lajos, Kovácshegyi Ferenc, lengyel Gábor, Lutter István, Max Gábor, Szittya Károly, Vezsenyi Péter, Zámbó Lajos, edző: Koncz István
Egri Dózsa: Gyulavári Zoltán, Hadobás Gyula, Kácsor László, Kádas Géza, Kelemen Attila, Kelemen László, Kovács Róbert, Kovács Tamás, Krajcsovics Csaba, Kun László, Lipovics Zoltán, Pócsik Dénes, Sike József, Vincze László, edző: Pócsik Dénes

## A góllövőlista élmezőnye
|    | Gól | Játékos           | Csapat        |
| -- | --- | ----------------- | ------------- |
| 1. | 57  | Faragó Tamás      | Vasas         |
| 2. | 41  | Sárosi László     | Újpesti Dózsa |
| 3. | 37  | Kemény Dénes      | Bp. Spartacus |
| 4. | 36  | Krajcsovics Csaba | Egri Dózsa    |
| 5. | 35  | Debreczeni Zsolt  | Ferencváros   |
| 6. | 31  | Gál Gyula         | OSC           |
| 7. | 29  | Wolf Péter        | Újpesti Dózsa |
| 8. | 26  | Kiss Csaba        | BVSC          |
|    | 26  | Komlósi János     | Szentes       |